# Spanckenhof

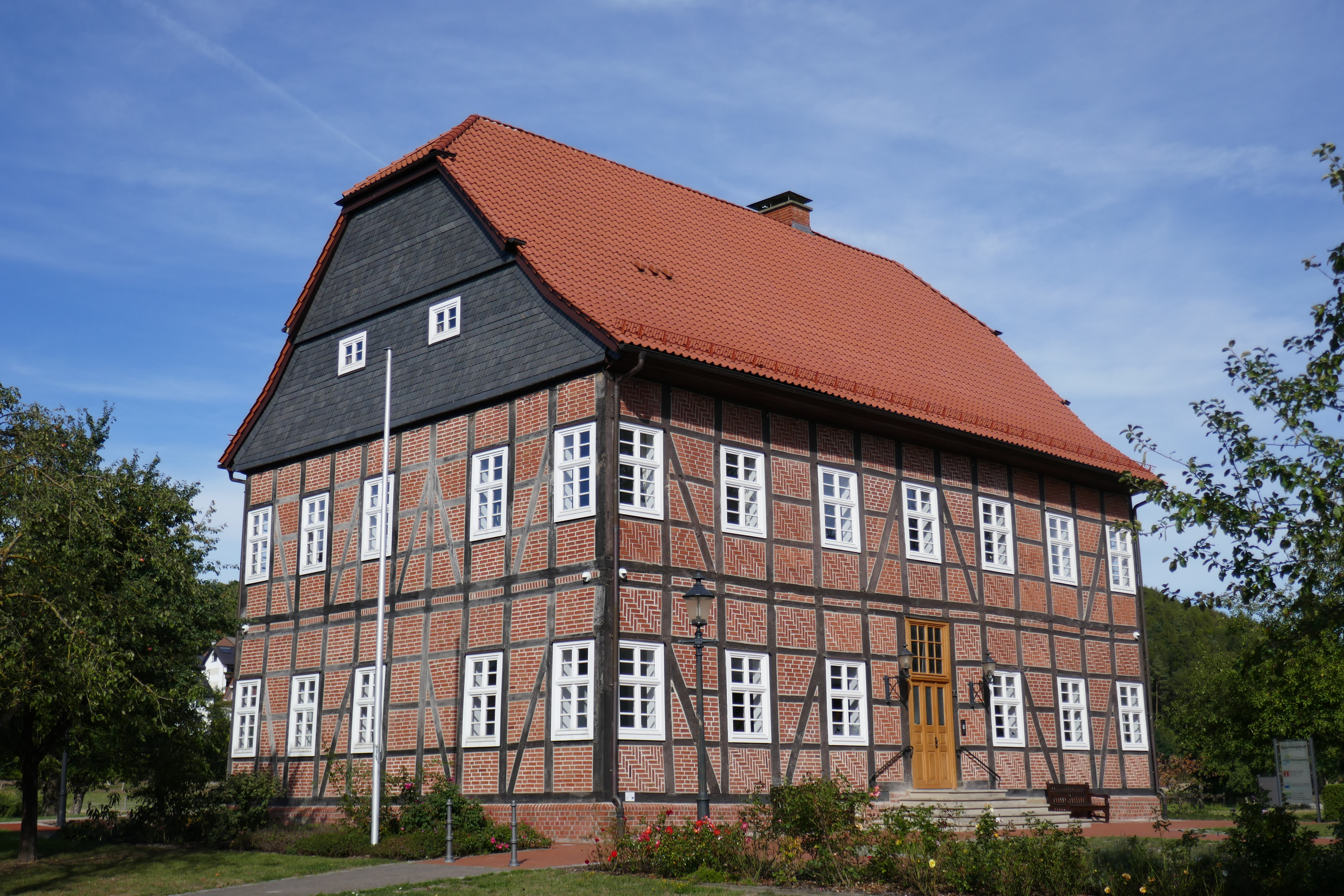
Spanckenhof

Der Spanckenhof steht in der Bad Wünnenberger Unterstadt.

## Geschichte
Rentmeister Jobst Friedrich ließ den Spanckenhof im Stil des klassischen Barocks im 18. Jahrhundert als eines der ersten Gebäude in der Unterstadt bauen. Mit dem Bauwerk wurde der Wohlstand des Erbauers gezeigt. Aufgrund des Reichsdeputationshauptschlusses kam das Anwesen 1803 an den preußischen Staat, der es an Ignatz Spancken (auch Spanken) (* 1. August 1770; † 8. September 1855) verkaufte. Spancken war in der Franzosenzeit von 1808 bis 1815 Friedensrichter des Kantons Büren und danach von 1815 bis 1838 Richter am Land- und Stadtgericht Büren. Der Besitz umfasste 64 Morgen und 52 Ruten Land (etwa 16 Hektar). Dessen Sohn Wilhelm Siegfried Adolf Spancken (auch Spanken) (* 9. Dezember 1803; † 15. Juli 1886) war von 1838 bis 1849 Nachfolger seines Vaters als Richter und wurde als Heimatforscher bekannt. Im 20. Jahrhundert wurde der Spanckenhof restauriert.
Bei einem Dachstuhlbrand am Morgen des 4. Januars 2013 wurde das Gebäude schwer beschädigt.